# Elfingen
Elfingen (schweizertyska: Elfige) är en ort i kommunen Böztal i kantonen Aargau, Schweiz. Orten var före den 1 januari 2022 en egen kommun, men slogs då samman med kommunerna Bözen, Effingen och Hornussen till den nya kommunen Böztal. I samband med sammanslagningen ändrades Elfingens distriktstillhörighet från Brugg till Laufenburg.